# Hogwarts
Școala Hogwarts de Magie, Farmece și Vrăjitorii, sau simplu Hogwarts este școala la care învață Harry Potter. Aceasta școală apare prima oara în Harry Potter și Piatra Filozofală atunci când Harry devine student acolo. Majoritatea acțiunii care se petrece în faimoasa carte se desfășoară aici, fiecare carte reprezentând câte un an la aceasta. Este o școală imaginară pentru vrăjitori cu vârste între 11 și 17 ani.

## Școala Hogwarts de Magie, Farmece și Vrajitorii
Școala Hogwarts de Magie, Farmece și Vrajitorii este o școală englezească de vrăjitori unde se învață artele magice. Acesta este locul unde Harry Potter petrece 7 ani din viața sa în cunoscuta serie Harry Potter. Școala ar trebui să fie pe undeva prin Scoția, înăuntrul Castelului Hogwarts. Castelul este în munți, lângă un lac. Locația precisă nu este știută deoarece castelul era protejat de cele mai puternice vrăji posibile. Oricum, după cum spune Hermione Granger, nu este departe de Dufftown. Motto-ul școlii este "Draco dormiens nunquam titillandus" ("Nu gâdila niciodată un dragon care doarme").
Sunt aproximativ 1000 de elevi la Școala Hogwarts. 
Încă din secolul IX, Hogwarts a fost considerată cea mai bună școală de magie din lume. Alte școli de magie erau Academia de Magie Beauxbatons și Institutul Durmstrang. Copiii cu abilități magice erau acceptați la școală primind o scrisoare prin poșta via bufnița la vârsta de 11 ani.
Pentru a ajunge la Hogwarts, elevii călătoresc cu Expresul de Hogwarts, care pleacă în fiecare an de pe peronul 9¾ din gara King's Cross, din Londra, la ora 11:00. Trenul ajunge noaptea în gara Hogsmeade, lângă Hogwarts. De aici, elevii din primul an sunt conduși de Păstrătorul Cheilor către castel. Pentru a traversa lacul din fața castelului, se folosesc bărci. Elevii mai mari ajung la castel în trăsuri trase de Thestrali, care sunt invizibili pentru majoritatea oamenilor.
Imediat ce ajung la școală, elevii noi sunt sortați în una din cele 4 Case: Cercetași (Gryffindor), Astropufi (Hufflepuff), Ochi-de-Șoim (Ravenclaw) și Viperini (Slytherin). Elevii sunt răsplătiți cu puncte pentru comportament adecvat, victoriile în meciurile de Vâjhaț și răspunsuri corecte la întrebări. Se iau puncte pentru comportament inadecvat. La sfârșitul anului, Casa cu cele mai multe puncte primește Cupa Caselor.

## Locație
Școala Hogwarts se află în Castelul Hogwarts, un castel mare, în Scoția. Curtea castelului este foarte mare. Lângă castel se află și un lac, numit Lacul Negru (The Black Lake) și o pădure deasă numită Pădurea Interzisă (The Forbidden Forest). Castelul are și sere, un întreg teren de Vâjhaț și un culcuș al bufnițelor unde dorm și mănâncă toate bufnițele școlii și ale elevilor.
Cele mai înalte turnuri sunt: Turnul de Astronomie, Turnul Ochilor-de-Șoim și Turnul Cercetașilor. Sunt 142 de scări în castel, care este situat pe stânci imense și deasupra unui lac magnific. Castelul este protejat de numeroase vrăji care îl fac imposibil de văzut pentru un Încuiat (om normal, fără puteri magice). Astfel de oameni nu pot vedea școala, decât niște ruine și semne care indică pericol. Vrăjitorii și vrăjitoarele nu pot Apărea sau Dispărea pe domeniul Castelului Hogwarts.

## Case
Elevii sunt împărțiți în patru case, fiecare dintre ele purtând numele câte unui fondator al școlii. Fiecare casă are dormitoare și camere de zi pentru elevii sortați în aceasta.
Se spune că fiecare dintre fondatori (Godric Cercetaș, Helga Astropuf, Rowena Ochi-de-Șoim, Salazar Viperin) își alegea elevii. Fondatorii nu știau cum să sorteze elevii care vor veni la Hogwarts după moartea lor, așa că Godric Cercetaș și-a scos de pe cap jobenul și toți au vrăjit-o, astfel încât Jobenul Magic să poată sorta elevii, după preferința fiecărui fondator, după ce aceștia vor deceda. După cum spune Rowling, fiecare element din natură (foc, aer, apă, pământ) corespunde unei case.

### Cercetași

Casa Cercetașilor este una din cele patru case ale școlii de magie, farmece și vrăjitorii Hogwarts, din romanele Harry Potter create de scriitoarea britanică J. K. Rowling. Casa a fost fondată de către Godric Gryffindor și este condusă de către profesoara Minerva McGonagall. Culorile sale specifice sunt roșul și auriul. În această Casă intră doar copiii curajoși, talentați și cu inima pură. După mulți ani în care Cercetașii au pierdut Cupa Caselor în favoarea Viperinilor, Harry Potter prin acțiunile sale reușește să aducă Cupa din nou în casa curajoșilor Cercetași.
Godric Cercetaș respectă curajul și loialitatea. Emblema casei acestuia este un leu și culorile sunt roșu și auriu. Elementul ei este focul. Camera de zi a Cercetașilor este situată într-unul dintre cele mai înalte turnuri ale castelului, intrarea fiind la etajul 7 în aripa de est a castelului și este păzită de portretul Doamnei Grase, care este îmbrăcată într-o rochie roz. Ea permite intrarea numai dacă i se spune parola corectă.

#### Elevi
- Lavender Brown
- Hermione Granger
- Angelina Johnson
- Neville Longbottom (Poponeață)
- Parvati Patil
- Harry Potter
- Dean Thomas
- Fred Weasley Decedat
- George Weasley
- Ginny Weasley
- Percy Weasley
- Ron Weasley
- Euan Abercrombie
- Katie Bell
- Colin Creevey Decedat
- Dennis Creevey
- Seamus Finnigan
- Natalie Golld
- Lee Jordan
- Natalie McDonald
- Cormac McLaggen
- Jimmy Peakes
- Alicia Spinnet
- Romilda Vane
- Oliver Wood (Baston)

#### Foști elevi
- Sirius Black Decedat
- Albus Dumbledore Decedat
- Lily Evans Decedat
- Victoria Frobisher
- Rubeus Hagrid
- Geoffrey Hooper
- Remus Lupin Decedat
- Mary MacDonald
- Minerva McGonagall
- Peter Pettigrew Decedat
- James Potter Decedat
- Molly Prewett
- Demelza Robins
- Jack Sloper
- Arthur Weasley
- Bill Weasley
- Molly Weasley

### Astropufi
Casa Astropufilor este una din cele patru case ale școlii de magie, farmece și vrăjitorii Hogwarts, din romanele Harry Potter create de scriitoarea britanică J. K. Rowling. Casa a fost fondată de către Helga Hufflepuff și este condusă de către profesoara Pomona Sprout. Culorile sale specifice sunt galben de canar și negru ca miezul nopții. Helga Astropuf valora elevii muncitori, corecți, loiali și toleranți. Mascota casei este un bursuc. Culorile sunt galben și negru. Elementul care corespunde casei este pământul. Dormitoarele și camera de zi sunt undeva în subsol, lângă bucătărie. Pentru a intra, trebuie să bați în niște butoaie, în ritmul numelui " Helga Hufflepuff".

#### Elevi
- Hannah Abott
- Susan Bones
- Eleanor Branstone
- Owen Cauldwell
- Cedric Diggory Decedat
- Megan Jones
- Wayne Hopkins
- Ernie Macmillan
- Laura Madley
- Zacharias Smith
- Kevin Whitby
- Rose Zeller

#### Foști elevi
- Pomona Sprout
- Nymphadora Tonks Decedat

### Ochi-de-Șoim
Casa Ochi-de-Soim (sau Ravenclaw House) este una din cele patru case ale școlii de magie, farmece și vrăjitorii Hogwarts, din romanele Harry Potter create de scriitoarea britanică J. K. Rowling. Casa a fost fondată de către Rowena Ravenclaw și este condusă de către profesorul Filius Flitwick. Culorile sale specifice sunt albastrul și bronzul. Rowena Ochi-de-Șoim valora inteligența și creativitatea. Mascota este un vultur și culorile sunt albastru și bronz (albastru și argintiu infim). Dormitoarele și camera de zi se află într-unul din turnuri, în partea vestică a școlii. O ghicitoare trebuie rezolvată pentru a intra. Elementul corespunzător este aerul.

#### Elevi
- Stewart Ackerley
- Terry Boot
- Mandy Brocklehurst
- Eddie Carmichael
- Cho Chang
- Michael Corner
- Stephen Cornfoot
- Marietta Edgecombe
- Anthony Goldstein
- Luna Lovegood
- Padma Patil
- Orla Quirke
- Lisa Turpin

#### Foști elevi
- Gilderoy Lockhart
- Moaning Myrtle Decedat

### Viperini

Casa Viperinilor (sau Slytherin House) este una din cele patru case ale școlii de magie, farmece și vrăjitorii Hogwarts, din romanele Harry Potter create de scriitoarea britanică J.K. Rowling. Casa a fost fondată de către Salazar Viperin și este condusă de către profesorul Severus Plesneală. Salazar Viperin valora ambiția și șiretenia, dar în special puritatea sângelui. Mascota casei este un șarpe, iar culorile sunt verde și argintiu. Elemantul corespunzător este apa. Dormitoarele și camera de zi se află în subsolul castelului, în temniță, sub lac. Culorile sale specifice sunt verdele și argintiul.In aceasta Casa intrau doar copiii ambițioși, vicleni, conducere, intentivitate, și nu în ultimul rând,vrăjitorii cu sânge pur. 

#### Elevi
- Draco Malfoy
- Vincent Crabbe Decedat
- Gregory Goyle Decedat
- Pansy Parkinson
- Marcus Flint
- Blaise Zabini
- Theodore Nott
- Malcolm Baddock
- Graham Pritchard

#### Foști elevi
- Severus Snape Decedat
- Bellatrix Black
- Narcissa Black
- Regulus Black
- Rodolphus Lestrange
- Rabastan Lestrange
- Lucius Malfoy
- Tom Riddle
- Evan Rosier
- Miles Bletchley
- Terence Higgs
- Astoria Greengrass

## Istorie
Școala Hogwarts a fost fondată în jurul anului 990 D. Hr. de doi vrăjitori și de două vrăjitoare: Godric Cercetas, Helga Astropuf, Rowena Ochi-de-Șoim și Salazar Viperin. Godric Cercetaș spunea că Hogwarts e demn numai de vrăjitori curajoși și loiali prietenilor, Rowena voia ca numai copiii foarte inteligenți să învețe la Hogwarts, Helgăi îi plăceau copiii buni la suflet și loiali prietenilor, iar Salazar accepta numai copii cu sânge-pur (cu descendență vrăjitorească). Oricum, la scurt timp după ce școala a fost fondată, Viperin s-a certat cu ceilalți fondatori despre puritatea sângelui. Ceilalți trei nu au fost de acord, așa că Viperin a plecat din școală, însă nu înainte de a construi Camera Secretelor. De fiecare dată când adevăratul sau moștenitor, Moștenitorul lui Viperin, se întorcea la școală, el sau ea erau capabili să deschidă Camera Secretelor și să elibereze oroarea din ea, un Basilisk (un șarpe imens ce ucide cu privirea), care va purifica școala de cei născuți din Încuiați.
După 300 de ani, Turnirul Celor Trei Vrăjitori a început între cele mai importante 3 școli de magie din Europa, Hogwarts, Beauxbatons și Durmstrang. De la fiecare școală era ales câte un vrăjitor care participă în turnir. Vrăjitorul trebuia să supraviețuiască celor 3 provocări din turnir. Turnirul a continuat timp de 6 secole, dar a fost închis deoarece mulți vrăjitori au murit în timpul lui.
În 1942-1943 Camera Secretelor a fost deschisă de Thomas Dorlent Cruplud (engleză: Tom Marvolo Riddle), moștenitorul lui Viperin și omul care a devenit mai târziu Lordul Cap-de-Mort. Când o fată numită Myrtle a fost ucisă, Ministerul Magiei a încercat să închidă școala. Pentru că Riddle își petrecea timpul din afara școlii într-un orfelinat Încuiat, el nu voia ca școala să fie închisă, așa că el a dat vina pe Rubeus Hagrid și și-a ascuns crimele zeci de ani, dar în 1992 Camera Secretelor a fost redeschisă și adevărul a ieșit la iveală.
În 1991-1992, Harry Potter a venit la Hogwarts. Deja fiind faimos pentru că l-a alungat pe Cap-de-Mort la vârsta de un an, a început să dezlege secretul Pietrei Filozofale, care era păstrată în școală. Harry a descoperit că profesorul de Apărare Contra Magiei Negre, Quirinus Quirrrell, era trupul gazdă al sufletului lui Cap-de-Mort, care își dorea Piatra pentru a-și recăpăta trupul și puterile și pentru a trăi veșnic. Harry a reușit să-l împiedice pe Lordul Întunecat să fure piatra.
În 1992-1993, Camera Secretelor a fost redeschisă de către Ginny Weasley, care era sub influența jurnalului lui Tom Riddle. Harry a salvat-o pe Ginny, a ucis Basiliskul și a distrus jurnalul cu colțul șarpelui.
În 1994-1995, se desfășoară încă o dată Turnirul Celor Trei Vrăjitori, care devine Turnirul Celor Patru Vrăjitori deoarece un Devorator al Morții (adept al lui Cap-de-Mort) înșală Pocalul de Foc pentru ca Harry să fie ales campion al turnirului, astfel încât să-i poată întinde o capcană. Harry Potter cade în capcană și Cedric Diggory, celălalt campion de la Hogwarts, este ucis și Cap-de-Mort renaște.
În 1996-1997, elevul Draco Reacredință este forțat să intre în serviciul lui Cap-de-Mort. Ca rezultat, siguranța directorului școlii, Albus Dumbledore, singurul de care Lordul Întunecat s-a temut, este compromisă și el este ucis de Severus Plesneală. Minerva McGonegall a fost numită directoare. După ce Ministerul Magiei a căzut în mâinile lui Cap-de-Mort, Hogwarts nu mai era un loc sigur. La Studiul Despre Încuiați, copiii învățau că Încuiații erau ca niște animale, iar Apărarea Contra Magiei Negre a devenit Magia Neagră. Severus Plesneală a preluat funcția de director.
În 1997-1998, în luna mai a anului 1998 a început Bătălia de la Hogwarts. Ea s-a terminat cu mulți oameni morți de ambele părți. Mulțumită lui Harry Potter, Lordul Întunecat a fost distrus odată pentru totdeauna și pacea s-a restaurat. Minerva McGonegall și-a reluat poziția de directoare. Hogwarts a suferit multe distrugeri în timpul bătăliei. Multe clădiri au fost arse sau au explodat, iar stadionul de Vâjhaț a luat foc.
Din câte se știe, Hogwarts a fost reparat și este deschis în 2007. Sistemul de Case a rămas. Neville Poponeață ocupă postul de profesor de Ierbologie, după ce a renunțat la meseria de Auror.

## Directori ai Școlii Hogwarts
- Director Neidentificat (începutul sec 11; Permanent)
- Profesoara Phyllida Spore (înainte de 1408; Permanent)
- Profesoara Eoessa Sakndenberg (înainte de 1503; Permanent)
- Profesorul Ambrose Swott (Perioadă necunoscută; Permanent)
- Profesorul Vindictus Veridian (înainte de 1703; Permanent)
- Profesorul Dilys Derwent (1741 — 1768; Permanent)
- Director Neidentificat (c. 1792; Permanent)
- Profesorul Phineas Nigellus Black (înainte de 1926; Permanent)
- Profesorul Newton Scamander (începutul sec 20; Permanent)
- Profesorul Armando Dippet (începutul sec 20 — c. 1956; Permanent)
- Profesorul Albus Dumbledore (c. 1956 — iunie 1997; Permanent)
- Profesoara Minerva McGonagall (8 mai 1993 — 30 Mai 1993)
- Profesoara Dolores Umbridge (aprilie 1996 — 17 iunie 1996; Permanent)
- Profesoara Minerva McGonagall (iunie 1997 — 1 septembrie 1997)
- Profesorul Severus Plesneală (1 septembrie 1997 — 2 mai 1998; Permanent)
- Profesoara Minerva McGonagall (2 mai 1998 — începutul sec 21; Permanent)
- Director Neidentificat (începutul sec 21; Permanent)

## Șefi Cunoscuți Ai Caselor
- Cercetași:

1. Godric Cercetaș
2. Profesoara Minerva McGonagall

- Ochi-de-Șoimi:

1. Rowena Ochi-de-Soim
2. Profesorul Filius Flitwick

- Astropufi:

1. Helga Astropuf
2. Profesoara Pomona Lăstar

- Viperini:

1. Salazar Viperin
2. Profesorul Severus Plesneală
3. Profesorul Horace Slughorn (de două ori)

## Fantomele Caselor
- Cercetași: Sir Nicholas de Mimsy-Porpington (Nick Aproape Făr' De Cap)
- Ochi-de-Șoimi: Helena Ochi-de-Șoim (Doamna Gri)
- Astropufi: Călugărul Gras
- Viperini: Baronul Sângeros

## Materii și Profesori
Fiecare profesor de la Hogwarts predă câte o materie. Pe lângă profesori, la școală exista și o asistentă, un îngrijitor, o bibliotecară și Păstrătorul Cheilor. La Hogwarts sunt multe materii. La unele se poate renunța din anul 6.
- Transfigurația este arta de a schimba forma unui obiect. Există Vrăji de Schimbare (care schimbă forma obiectului), Vrăji de Dispariție (care fac un obiect să dispară) și Vrăji de Creare (care creează un obiect). Profesorii cunoscuți de transfigurare sunt Minerva McGonegall (1949-1998) și Albus Dumbledore (? - 1949)

- Apărarea Contra Magiei Negre, prescurtată D.A.D.A (Defence Against the Dark Arts) este materia care învață tehnici defensive împotriva magiei negre și ale creaturilor întunecate. Profesorii cunoscuți de Apărare Contra Magiei Negre sunt: Quirinus Quirrell (1991 - 1992), Gilderoy Lockhart (1992 - 1993), Remus Lupin (1993 - 1994), Alastor "Ochi-Nebun" Moody (1994 - 1995), Dolores Jane Umbridge (1995 - 1996), Severus Plesneală (1996 - 1997), Amycus Carrow (1997 - 1998), Galatea Merrythought (c.1895 - 1945).

- Farmecele sunt tipurile de vrăji care dau unui obiect proprietăți noi și neașteptate. Aceste tipuri de vrăji se învață la ora de Farmece. Clasa de Farmece se află la etajul 2 al castelului. Materia este predată de profesorul Filius Flitwick (c.1976)

- Poțiuni. Potiunea este arta de a face amestecuri cu efecte magice. Orele lui Plesneala sunt descrise ca fiind nefericite. Clasa se află în subsolul castelului. Profesorii acestei materii au fost Horace Slughorn (? - 1981) (1996-?) și Severus Plesneală (1981 - 1996).

- Astronomia este o materie de la Hogwarts care are echivalent în lumea Încuiaților. Orele de Astronomie au loc în Turnul de Astronomie și sunt predate de profesoara Aurora Sinistra (c.1991 - ?)

- Ora de Arte este ora unde elevii desenează, pictează, sculptează etc. Profesorul care predă nu este cunoscut

- Aritmantia este ora unde se învață despre proprietățile magice ale numerelor. Este subiectul preferat al lui Hermione Granger. Este predată de profesoara Septima Vector (c.1991 - ?)

- Studiul Runelor Antice este materia unde se studiază runele antice. Este predată de profesoara Bathsheda Babbling (c.1991 - ?)

- Istoria Magiei este studiul istoriei lumii vrăjitorești. Este descrisă ca fiind cea mai plictisitoare materie de la Hogwarts. Este singura materie predată de o fantomă, profesorul Cuthbert Binns (din sec 17). Se zvonește că era atât de bătrân încât, într-o zi, a adormit în cancelarie și nu s-a mai trezit. El s-a întors ca fantomă și continuă să predea.

- La Ierbologie se studiază plantele magice, la ce folosesc și cum sa ai grijă de ele. La Hogwarts sunt cel puțin 3 sere. Este singurul subiect la care Neville Poponeață este bun. Profesorii de Ierbologie cunoscuți sunt profesorul Harbert Berry (? - devreme în sec 20), profesoara Pomona Lăstar (începutul sec 20 - începutul sec 21), profesorul Neville Poponeață (începutul sec 21 - ?)

- Previziuni Despre Viitor - arta de a prezice viitorul. Multe metode sunt descrise, de exemplu Cititul în Frunze de Ceai, Cititul în Stele, Cititul în Globul de Cristal, Cititul în Palmă etc. Profesorii cunoscuți sunt Sybill Trelawney (1980 - 1995, 1996 - ?) și centaurul Firenze (1996 - ?)

- Muzica. În aceasta oră, elevii sunt învățați să cânte la instrumente muzicale și în Corul Broaștelor. Profesorul nu este cunoscut, dar probabil este Filius Flitwick.

- Grija Față De Creaturile Magice este ora unde elevii învață să aibă grijă de creaturile magice. Orele se țin afară. Profesorii cunoscuți sunt profesorul Silvanus Kettleburn (începutul sec 20 - 1992, care s-a retras pentru a-și îngriji membrele rămase), Rubeus Hagrid (1993 - ?), profesoara Wilhelmina Grubbly-Plank (1995).

- Studiul Despre Încuiați este materia unde se studiază ființele non-magice, Încuiații, din punctul de vedere al unui vrăjitor. Este predată de profesoara Charity Burbage (1993 - 1997), ucisă de Cap-de-Mort, Quirinus Quirrell (? - 1990), profesor neidentificat (1990 - 1993), Alecto Carrow (1997 - 1998).

- Lecția de Zbor învață elevii de la Hogwarts cum să zboare pe mături. Numai elevii din anul 1 sunt învățați această materie. Este predată de Ronalda Hooch.

- Apariția este o formă magică de teleportare în lumea vrăjitorească. Lecțiile sunt opționale pentru cei din anul 6 sau 7. Numai persoanele majore (de la 17 ani în sus în lumea vrăjitorească) au voie să Apară. Profesorul este Wilkie Twycross.

- Alchimia este o combinație între Transfigurații, Poțiuni și Chimie Încuiată.

## Personal
Îngrijitori: 
- Apollyon Pringle (1961 sau mai devreme - 1968 sau mai târziu)
- Argus Filch (1973 sau mai devreme - 1998 cel puțin)

Matroana: 
- Poppy Pomfrey (c. 1970 - ?)

Păstrători ai Cheilor: 
- Ogg (c.1940s - c.1968)
- Rubeus Hagrid (1940 - ?)

Bibliotecar: 
- Irma Pince (c.1990)

Bucătar: 
- Lucinda Thomsonicle-Pocus (c.1990)

## Nivelurile Obișnuite de Vrăjitori
Nivelurile Obișnuite de Vrăjitori (N.O.V.-urile) sunt niște examene care se dau la fiecare materie de la Hogwarts. Calificativele sunt:
- R = Remarcabil (test trecut, întotdeauna se continuă cu T.V.E.E.)
- P = Peste Așteptări (test trecut, de obicei se continuă cu T.V.E.E)
- A = Acceptabil (test trecut, rar se continuă cu T.V.E.E.)
- I = Insuficient (test picat, trebuie repetată materia)
- G = Groaznic (test picat, se poate să nu se repete materia)
- T = Trol (test picat definitiv, cu mai mult de un T nu e voie să se treacă la T.V.E.E.)

T.V.E.E - Test Vrăjitoresc Extrem de Epuizant

## Secrete ale Castelului Hogwarts
Hogwarts găzduiește multe locații și pasaje secrete.

### Ascunzătoarea secretă pentru Piatra Filozofală
Accesată prin intrarea printr-un pasaj secret în coridorul interzis de la etajul al treilea, protejată de multe vrăji, farmece și blesteme.

### Camera Secretelor
Este la sute de metri sub lac era casa unui Bazilisk. Intrarea este ascunsă în Baia Plângăcioasei Myrtle la etajul a doilea. Începe cu un tunel plin de schelete de animale. Tunelul duce la un zid solid în care sunt sculptați șerpi cu ochi din smarald. Aici este o intrare care poate fi deschisă numai vorbind reptomită (limba șerpilor). Intrarea duce într-un coridor cu statui în formă de șerpi. În mijloc este o statuie gigantică a lui Salazar Viperin.

### Pasaje
- De la Salcia Bătăușă până în Hogsmeade
- Pasaj în spatele unei oglinzi la etajul al patrulea (duce în Hogsmeade)
- Pasaj în spatele unei statui a unei vrăjitoare cu un singur ochi (duce în magazinul "Lorzii Mierii", în Hogsmeade)
- Pasaj în Camera Necesității (duce la Capul de Mistreț, în Hogsmeade)
- Numeroase scurtături care pot duce dintr-o parte în alta a castelului